# Uhldingen-Mühlhofen
Uhldingen-Mühlhofen este o comună din landul Baden-Württemberg, Germania. În apropiere se află Biserica din Birnau o construcție monumentală.
1. ↑   http://www.statistik.baden-wuerttemberg.de/BevoelkGebiet/Bevoelkerung/01515020.tab?R=GS435066 Lipsește sau este vid: |title= (ajutor)